# Kirke Skensved Kirke
Kirke Skensved Kirke ligger i Kirke Skensved i Solrød Kommune.

## Historie
Tekst mangler, hjælp os med at skrive teksten

## Kirkebygningen
- Kirke Skensved Kirke
- Kirke Skensved Kirke. Postkort
- Kirke Skensved Kirke. Bagside
- Kirke Skensved Kirke. Tårn

## Interiør
Tekst mangler, hjælp os med at skrive teksten

## Gravminder
- Kirke Skensved Kirke. Mindekors